# Федорченко Дмитро Юрійович
Дмитро Юрійович Федорченко (нар. 31 травня 1986) — український футзаліст та футболіст.

## Життєпис
У ДЮФЛУ з 2000 по 2001 рік виступав за харківський «Локомотив». Дорослу футзальну команду розпочав 2004 року в складі «Універа-Харкова». У команді провів три сезони. Влітку 2007 року перейшов до «Локомотива». Провів 9 сезонів у харківському клубі. Також грав за фарм клуб харків'ян, «Локомотив-2». Потім провів два сезони в херсонському «Продексіму». У 2018 році повернувся до Харкова, де грав за місцевий «Viva Cup». На початку 2021 року виступав за аматорський колектив «Клас» у чемпіонаті Харкова з футзалу. Наприкінці травня — на початку червня 2021 року виступав за «Кобру» в чемпіонаті Харківської області з футболу.

## Досягнення
- Чемпіонат України
  -  Чемпіон (5): 2012/13, 2013/14, 2014/15, 2016/17, 2017/18
  -  Срібний призер (2): 2011/12, 2015/16
  -  Бронзовий призер (2): 2006/07, 2010/11

- Кубок України
  -  Володар (2): 2008/09, 2015/16

- Суперкубок України
  -  Володар (4): 2013, 2014, 2015, 2016